# Jacob Gijsbert Boerlage
Jacob Gijsbert Boerlage  (Uithoorn, Noord-Holland, 18 de noviembre de 1849 - 25 de agosto de 1900 Ternate, Indonesia) fue un botánico y explorador neerlandés.

## Biografía
En 1881, oposita y ocupa el puesto de curador del Herbario del Gobierno Holandés en Leiden. En 1894, es docente privado en la Universidad de Leiden y en 1896 vicedirector del Jardín Botánico de Buitenzorg en Java.
Realizó importantes aportes al conocimiento de la flora de las exColonias neerlandesas, especialmente de Indonesia. Falleció expedicionando hacia las Molucas, víctima de una enfermedad tropical en Ternate, Maluku Utara, Indonesia, el 25 de agosto de 1900 (124 años).

## Algunas publicaciones
- van Hasselt, AL; JG Boerlage. 1884 Bijdragen tot de kennis der Flora van Midden-Sumatra door A. L. van Hasselt
- Boerlage, JG. 1890. Handleiding tot de kennis der flora van Nederlandsch Indië. Beschrijving van de families en geschlachten der Nederl. Indische phanerogamen

### Libros
- 1901. Catalogus plantarum phanerogamarum quae in Horto botanico bogoriensi coluntur herbaceis exceptis. Parte 2

- 1899. Catalogus plantarum quae in Horta phanerogamarum botanico Bogoriense coluntur ... Fasciculus I. Fascículo I. Fam 1. Fam 1. Ranunculaceae, fam 10. Ranunculaceae, fam 10. Polygaloceae

- 1875. Bijdrage tot de kennis der houtanatomie. Academisch proefschrift. Ed. Van Doesburgh SV. 80 pp.

## Honores

### Eponimia
Género
- (Melastomataceae) Boerlagea Cogn.[2]

Especies
- (Acanthaceae) Strobilanthes boerlagei Bremek.[3]

- (Adiantaceae) Aspleniopsis boerlageana (Alderw.) Pic.Serm.[4]

- (Araliaceae) Boerlagiodendron boerlagei Harms[5]

- (Araliaceae) Osmoxylon boerlagei (Warb.) Philipson[6]

- (Myrtaceae) Syzygium boerlagei (Merr.) Govaerts[7]

- (Rubiaceae) Randia boerlagei Koord. & Valeton[8]

- (Sapotaceae) Madhuca boerlageana (D.G.Burch) Baehni[9]